# Cattedrale di Portalegre
La cattedrale dell'Assunzione di Maria Vergine (in portoghese: Sé Catedral de Nossa Senhora da Assunção o Sé Catedral de Portalegre) è la cattedrale della diocesi di Portalegre-Castelo Branco; si trova a Portalegre, in Portogallo.

## Storia

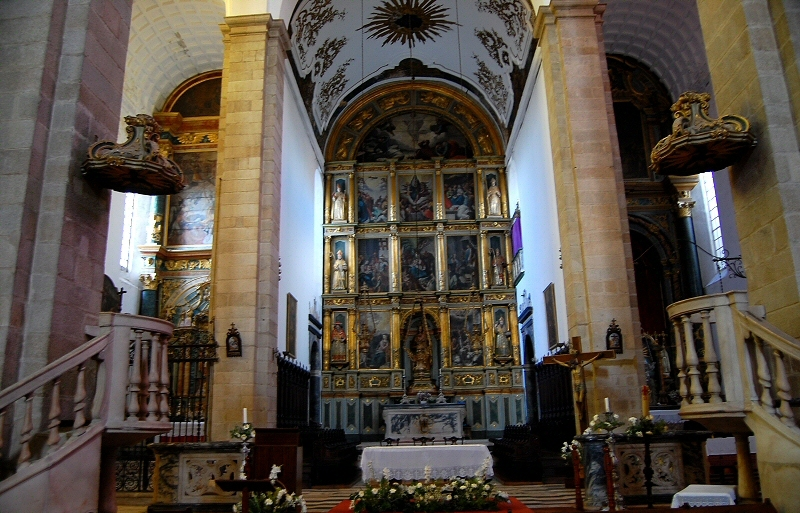
Interno

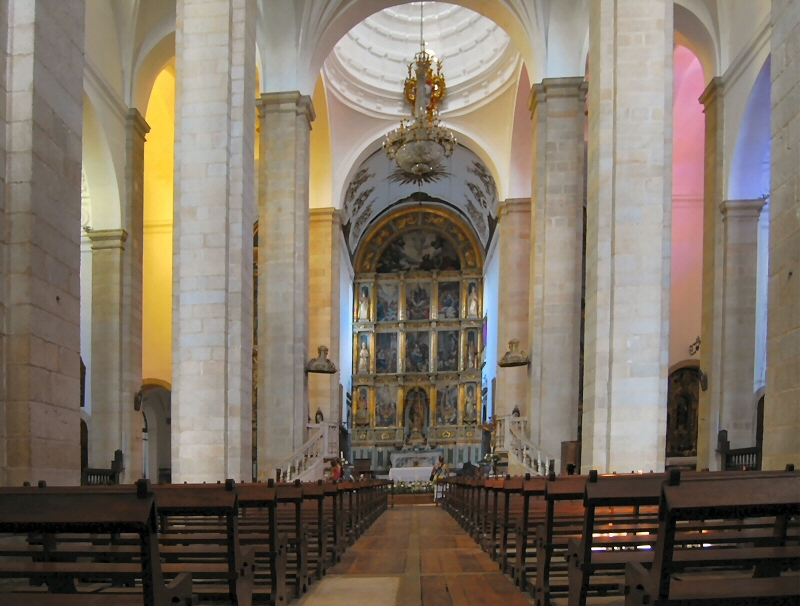
Interno

La cattedrale è stata costruita su iniziativa di Giovanni III del Portogallo davanti al luogo in cui sorgeva la chiesa di Santa Maria do Castelo. I lavori hanno avuto inizio nel 1556 su progetto di Afonso Alvares, per concludersi con la chiusura della cupola nel 1575, anno anche della consacrazione dell'edificio. 
Nel 1795, per ordine del vescovo Manuel Tavares, è stata restaurata, acquisendo l'attuale aspetto nella facciata. Nella stessa occasione venne ingrandito il Palazzo vescovile. Maria II del Portogallo ha donato alla cattedrale una campana fusa realizzata ad Estremoz.